# 小街街道
小街街道，是中华人民共和国云南省玉溪市峨山彝族自治县下辖的一个乡镇级行政单位。

## 行政区划
小街街道下辖以下地区：
小街社区、石邑社区、由义村、兴旺村、文明村、永昌村、舍郎村、棚租村、大维堵村、牛白甸村、雨来救村、乐德旧村、水车田村和大海洽村。